# Catherine Bouchard
Pour les articles homonymes, voir Bouchard.

Catherine Bouchard est une costumière française.

## Biographie
C'est la sœur d'une autre costumière, Jacqueline Bouchard.

## Théâtre
- 2016 : Novecento d'après Alessandro Baricco, mise en scène d'André Dussollier

## Filmographie
- 1988 : La Petite Voleuse de Claude Miller
- 1995 : Nelly et Monsieur Arnaud de Claude Sautet
- 1997 : Didier d'Alain Chabat
- 1998 : La Classe de neige de Claude Miller
- 1999 : La Dilettante de Pascal Thomas
- 1999 : C'est quoi la vie ? de François Dupeyron
- 2000 : Le Prof d'Alexandre Jardin
- 2001 : La Chambre des officiers de François Dupeyron
- 2001 : Mercredi, folle journée ! de Pascal Thomas
- 2002 : Adolphe de Benoît Jacquot
- 2002 : La Repentie de Laetitia Masson
- 2003 : Monsieur Ibrahim et les Fleurs du Coran de François Dupeyron
- 2003 : Les Marins perdus de Claire Devers
- 2004 : Pourquoi (pas) le Brésil de Laetitia Masson
- 2004 : Inguélézi de François Dupeyron
- 2004 : Podium de Yann Moix
- 2005 : Mon petit doigt m'a dit de Pascal Thomas
- 2005 : Le Souffleur de Guillaume Pixie
- 2005 : Je préfère qu'on reste amis... d'Éric Toledano et d'Olivier Nakache
- 2006 : Le Passager de l'été de Florence Moncorgé-Gabin
- 2006 : La Californie de Jacques Fieschi
- 2007 : L'Heure zéro de Pascal Thomas
- 2007 : Le Prix à payer d'Alexandra Leclère
- 2007 : Michou d'Auber de Thomas Gilou
- 2008 : Aide-toi, le ciel t'aidera de François Dupeyron
- 2008 : Passe-passe de Tonie Marshall
- 2008 : Le crime est notre affaire de Pascal Thomas
- 2009 : Le Hérisson de Mona Achache
- 2009 : Incognito d'Éric Lavaine
- 2010 : Protéger et servir d'Éric Lavaine
- 2012 : Associés contre le crime de Pascal Thomas
- 2012 : La Vérité si je mens ! 3 de Thomas Gilou
- 2013 : Mon âme par toi guérie de François Dupeyron
- 2014 : Valentin Valentin de Pascal Thomas
- 2017 : La Promesse de l'aube d'Éric Barbier

## Distinctions

### Nominations
- César des meilleurs costumes
  - en 2002 pour La Chambre des officiers
  - en 2005 pour Podium
  - en 2018 pour La Promesse de l'aube